# Старбък
Старбък (на английски: Starbuck) е град в окръг Колумбия, щата Вашингтон, САЩ. Старбък е с население от 128 жители (2006) и обща площ от 0,5 km². Намира се на 192 m надморска височина. ЗИП кодът му е 99359, а телефонният му код е 509.